# Ladislav Polić
Ladislav Polić, hrvaški pravnik, politolog in politik * 29. oktober 1874, Karlovec, † 8. november 1927, Zagreb.
Polić je bil od 1908 redni profesor na Pravni fakulteti v Zagrebu. Predaval je obče in hrvaško-ogrsko državno pravo ter mednarodno pravo. Dvakrat je bil tudi rektor Univerze v Zagrebu (1919/20 in 1924/25). 